# HD 74706
HD 74706，又名BD-20 2667，SAO 176404、HR 3473，是一颗恒星，视星等为6.11，位于銀經245.47，銀緯13.28，其B1900.0坐标为赤經8h 40m 26.8s，赤緯-20° 13.28′ 18″。